# Stridor
Stridor – świst krtaniowy, który wskazuje na zawirowania przepływu powietrza przez częściowo zwężone drogi oddechowe znajdujące się poza klatką piersiową.
Łacińskie słowo stridulus, od którego pochodzi nazwa świstu krtaniowego oznacza świszczący dźwięk.
Wrodzone nieprawidłowości budowy dróg oddechowych (głównie laryngomalacja) są odpowiedzialne za 87% przypadków stridoru występującego u niemowląt i dzieci.